# 湖东街道 (信阳市)
湖东街道，是中华人民共和国河南省信阳市浉河区下辖的一个乡镇级行政单位。

## 行政区划
湖东街道下辖以下地区：
京深社区、三五八社区、贸易广场社区、报晓新村社区、农专路社区、五星社区和三里店社区。